# 歐扎克鎮區 (密蘇里州巴頓縣)
歐扎克鎮區（英語：Ozark Township）是位於美國密蘇里州巴頓縣的一個行政鎮區。

## 地方資料
歐扎克鎮區的面積為99.84平方千米，當中陸地面積為99.35平方千米，而水域面積為0.49平方千米。根據2020年美國人口普查的數據，當地共有人口281人，而人口密度為每平方千米2.81人。